# Metalimnophila apicispina
Metalimnophila apicispina is een tweevleugelige uit de familie steltmuggen (Limoniidae). De soort komt voor in het Australaziatisch gebied.